# Playing with Numbers
 (срп. Игра бројевима) пјесма је ирске пјевачице и текстописца Моли Стерлинг. У Републици Ирској је објављена и постала доступна у дигиталном формату 3. априла 2015. Престављала је Ирску на другом полуфиналу Пјесме Евровизије 2015. Међутим, пласирала се на 12. мјесто и није прошла у финале. Стерлинг је уједно продуцент и композитор ове пјесме заједно са Грегом Френчом.

## Музички видеозапис
Видеозапис пјесме „Playing with Numbers” објављен је 16. марта 2015. на видеосервису Јутуб у трајању од три минуте и четири секунде.

## Списак нумера
| №  | Назив                          | Аутор(и)                  | Трајање |  |
| 1. | Playing with Numbers (Сингл)   | Моли Стерлинг, Грег Френч | 3:00    |  |
| 2. | Playing with Numbers (Караоке) |                           | 2:59    |  |

## Успјех на топ листама

### Седмичне топ листе
| Топ листа (2015) | Најбоља позиција |
| ---------------- | ---------------- |
| Ирска ()         | 77.              |

## Историја издања
| Држава | Датум          | Формат           | Издавачка кућа |
| ------ | -------------- | ---------------- | -------------- |
| Ирска  | 3. април 2015. | Дигитално издање |                |